# Paweł Czarnecki
Paweł Stanisław Czarnecki (ur. 22 lipca 1980 w Puławach) –  polska postać akademicka, Konsul Honorowy Republiki Uzbekistanu w Polsce od 2022.
Założyciel i były rektor Collegium Humanum.

## Edukacja
W 2003 ukończył studia na Wydziale Teologicznym Uniwersytetu Stefana Kardynała Wyszyńskiego. W tym samym roku uzyskał prawo wykładania teologii katolickiej, otrzymując tytuł Licentiatus in Theologia Oecumenica na Uniwersytecie im. Stefana Kardynała Wyszyńskiego. Również w 2003 ukończył podyplomowe studia pedagogiczne na Papieskim Wydziale Teologicznym Bobolanum w Warszawie.
W 2004 uzyskał stopień naukowy doktora nauk teologicznych w zakresie historii w Chrześcijańskiej Akademii Teologicznej w Warszawie. W 2005 ukończył studia Master of Business Administration w Wyższej Szkole Finansów i Zarządzania w Warszawie. W 2009 na Wydziale Administracji i Stosunków Międzynarodowych Wyższej Szkoły Ekonomii i Innowacji w Lublinie uzyskał tytuł zawodowy magistra administracji.
Kształcił się również na Słowacji, gdzie uzyskał stopień naukowy doktora habilitowanego nauk teologicznych na Wydziale Teologicznym w Koszycach Katolickiego Uniwersytetu w Rużomberku (2006), stopień doktora habilitowanego nauk humanistycznych na Wydziale Filozoficznym Uniwersytetu Preszowskiego. (2009) oraz stopień doktora nauk społecznych w zakresie pracy socjalnej w Wyższej Szkole Opieki Zdrowotnej i Pracy Socjalnej św. Elżbiety (2014). W 2014 uzyskał na Słowacji tytuł naukowy profesora nauk społecznych. W 2016 r. uzyskał tytuł inżyniera w WSM w Warszawie. Filia w Jeleniej Górze.
27 lutego 2025 Senat Chrześcijańskiej Akademii Teologicznej w Warszawie podjął decyzję o odebraniu mu stopnia doktora nauk teologicznych.

## Kariera zawodowa
Od 2004 do 2006 był sekretarzem redakcji czasopisma naukowego „Międzynarodowe Studia Filozoficzne Parerga” w Warszawie. Od 2004 do 2006 pracował jako adiunkt w Katedrze Filozofii na Wydziale Psychologii w Wyższej Szkole Finansów i Zarządzania w Warszawie. W latach 2006–2010 był redaktorem naczelnym czasopisma naukowego „Międzynarodowe Studia Humanistyczne Dianoia” w Kielcach.
Od 2006 do 2007 pracował jako główny specjalista w Departamencie ds. Kobiet, Rodziny i Przeciwdziałania Dyskryminacji w Ministerstwie Pracy i Polityki Społecznej. Był koordynatorem realizacji Europejskiego Roku Równych Szans dla Wszystkich 2007. Organizator i twórca Komitetu Doradczego organizacji pozarządowych w Ministerstwie Pracy i Polityki Społecznej. Od 2007 jest redaktorem naczelnym czasopisma naukowego "Międzynarodowe Studia Społeczno-Humanistyczne Humanum" w Warszawie.
W latach 2006–2009 był doradcą rektora ds. rozwoju w Prywatnej Wyższej Szkole Biznesu i Administracji. Od 2006 do 2007 piastował stanowisko profesora nadzwyczajnego na Wydziale Prawa Prywatnej Wyższej Szkoły Biznesu i Administracji w Warszawie. W 2007 był pełnomocnikiem rektora ds. współpracy międzynarodowej i rozwoju w WSEiI w Lublinie.
W latach 2007–2009 założył a następnie pełnił funkcję dyrektora Wydawnictwa Naukowego Innovatio Press WSEI w Lublinie. Od 2007 do 2011 był profesorem nadzwyczajnym na Wydziale Pedagogiki i Psychologii Wyższej Szkoły Ekonomii i Innowacji w Lublinie. W latach był 2010–2012 profesorem uczelnianym i kierownikiem Katedry Pedagogiki Społecznej i Teorii Wychowania na Wydziale Humanistycznym Akademii Humanistyczno-Ekonomicznej w Łodzi. Od 2015 do 2018 zatrudniony na stanowisku profesora w Państwowej Akademii Nauk Stosowanych w Głogowie.
Od 2011 członek Kolegium Redakcyjnego międzynarodowego czasopisma „Zdravotníctvo a sociálna práca” w Bratysławie, prezes zarządu Spółki Grupa PDD S.A. w Warszawie (2009–2010, w latach 2011–2017 prezes zarządu Instytutu Studiów Międzynarodowych i Edukacji HUMANUM w Warszawie, 2010–2011 profesor na Wydziale Humanistycznym w Wyższej Szkole Handlowej w Radomiu. W latach 2012–2018 profesor w Wyższej Szkole Binzesu Międzyznardowego ISM Slovakia w Preszowie na Słowacji. W latach 2012–2013 prorektor ds. nauki i współpracy międzynarodowej w Wyższej Szkole Menedżerskiej w Warszawie. W latach 2015 do (co najmniej) 2016 zasiadał w Radzie Nadzorczej Fundacji Instytutu Lecha Wałęsy.
Od 1 września 2013 do 14 września 2018 rektor Wyższej Szkoły Menedżerskiej w Warszawie. W latach 2016–2019 pełnił funkcję Przewodniczącego Zespołu Ekspertów w Parlamentarnym Zespole ds. Wolontariatu i Organizacji Pozarządowych.
1 października 2018 powołany do pełnienia funkcji rektora uczelni niepublicznej Collegium Humanum z siedzibą w Warszawie. 22 listopada 2020 powołany do Rady Manager Business Hub w Warszawie. Pełni również funkcję prezydenta Akademii Medycznej Humanum.
Specjalizuje się w zakresie pracy socjalnej i etyki zawodowej, mediów i marketingu. Członek The Slovak Research and Development Agency w Bratysławie na kadencję 2017–2021 oraz Komisji ds. marketingu Polskiego Komitetu Olimpijskiego.

## Kontrowersje
Nadawanie stopni naukowych doktora habilitowanego w Katolickim Uniwersytecie w Rużomberku (Słowacja) wiązało się z licznymi kontrowersjami i wzbudzało wątpliwości prawne i etyczne.
W 2014 Marek Wroński, redaktor „Forum Akademickiego", zarzucił mu na łamach pisma plagiat pracy doktorskiej. W tym samym roku Centralna Komisja do Spraw Stopni i Tytułów zdecydowała o wznowieniu postępowania w sprawie nadania doktoratu Pawłowi Czarneckiemu. Po przeprowadzonym postępowaniu administracyjnym Rada Wydziału Teologicznego Chrześcijańskiej Akademii Teologicznej w Warszawie w dniu 29 października 2015 podjęła decyzję o utrzymaniu w mocy uchwały z dnia 17 czerwca 2004 o nadaniu Pawłowi Czarneckiemu stopnia naukowego doktora nauk teologicznych i zakończyła postępowanie w tej sprawie. Wroński powtórzył zarzuty wobec Czarneckiego w 2024 r.
W lutym 2023 Paweł Czarnecki dokonał zakupu apartamentu w Warszawie o wartości 9 milionów złotych za pożyczkę od uczelni Collegium Humanum, której sam sobie udzielił, będąc rektorem. W tym samym czasie uczelnia dostała od Ministerstwa Edukacji i Nauki dotację w wysokości ponad 10,5 miliona złotych.
22 lutego 2024 został zatrzymany przez Centralne Biuro Antykorupcyjne. Prokuratura zarzuca mu popełnienie 57 przestępstw w tym m.in. przywłaszczenia mienia na szkodę uczelni, nakłaniania świadków do składania fałszywych zeznań oraz seksualnego wykorzystania stosunku zależności i znęcania się.

## Monografie
- Marii Ossowskiej nauka o moralności, Warszawa 2005
- Marii Ossowskiej nauka o moralności, Warszawa 2006 (II wydanie)
- Etyka, Warszawa 2006
- V oblasti etických úloh, Prešov 2007
- Etyka mediów, Warszawa 2008
- Zarys etyki, Lublin 2008
- Dylematy etyczne współczesności, Warszawa 2008
- Demokracja i autorytaryzm w Polsce, Warszawa 2009
- Współczesne dylematy bioetyczne dotyczące początku i końca życia ludzkiego w kontekście etyki zawodu pracownika socjalnego. Studium z pracy socjalnej, Lublin 2009
- Historia filozofii, Warszawa 2011
- Ethics for a social worker, Lublin 2011
- Praca socjalna, Warszawa 2013
- Sucasne problemy teorie a praxe socjalnej prace c Polsku, Brno 2015
- Teorija i osnowy etiki, Kijów 2015
- Etika medzi dobrom a zlom, Brno 2015
- The ethics in media in Poland, London 2018
- Etika mediálneho prostredia, Praha 2018
- Hate, Londyn 2020

## Nagrody i wyróżnienia
- Krasnodarski Uniwersytet Kultury i Sztuki (Krasnodar, 30.03.2006): Honorowy tytuł profesora
- Daniel Sanders Gesellschaft Zu Riga Deutsche Kulturwissenschaftiche Institute Deutsches Institut Für Kontinentale Philosophie (Ryga, 14.10.2006): Doctor honoris causa
- Krasnodarski Uniwersytet Kultury i Sztuki (Krasnodar, 14.12.2012): Doctor honoris causa
- Czernihowski Narodowy Uniwersytet Technologiczny (Czernihów, 25.01.2016): Doctor honoris causa
- University of Security and Management in Kosice (Koszyce, Słowacja, 28.06.2017): Doctor honoris causa
- Polski Klub Biznesu (Warszawa, 24.04.2017): Złoty medal Akademii Polskiego Sukcesu[20]
- DTI University (Dubnica nad Váhom, Słowacja, 03.12.2018): Doctor honoris causa
- Ogólnopolska Federacja Przedsiębiorców i Pracodawców (Warszawa, 20.01.2020): Diament 30-lecia polskiej transformacji. Nagroda w kategorii "Postać"
- Polski Komitet Olimpijski (Warszawa, 01.08.2020): Medal z okazji 100-lecia PKOL
- Odznaka „Zasłużony dla Ochrony Przeciwpożarowej”
- Srebrny Medal za Długoletnią Służbę (2023)[21]
- Złoty Medal „Zasłużony dla Nauki Polskiej Sapientia et Veritas” (2023)[21]
- Przyjaciel Polskiej Przedsiębiorczości